# Coxicerberus remanei
Coxicerberus remanei is een pissebed uit de familie Microcerberidae. De wetenschappelijke naam van de soort is voor het eerst geldig gepubliceerd in 1952 door Chappuis, Delamare-Deboutteville.